# Саут Лорел (Мериленд)
Саут Лорел (енгл. South Laurel) насељено је место без административног статуса у америчкој савезној држави Мериленд.

## Демографија
По попису из 2010. године број становника је 26.112, што је 5.633 (27,5%) становника више него 2000. године.
| Група             | 2000.          | 2010.          |
| Белци             | 7.470 (36,5%)  | 4.798 (18,4%)  |
| Афроамериканци    | 10.178 (49,7%) | 15.898 (60,9%) |
| Азијати           | 1.148 (5,6%)   | 1.353 (5,2%)   |
| Хиспаноамериканци | 1.077 (5,3%)   | 3.535 (13,5%)  |
| Укупно            | 20.479         | 26.112         |